# الرتب السفلانية (الرتب)
الرتب السفلانية هي إحدى مشيخات المملكة المغربية، تتبع جغرافيا لإقليم الرشيدية وإداريًا لالرتب. يقدر عدد سكانها بـ 7980 نسمة حسب الإحصاء الرسمي للسكان والسكنى لسنة 2004.